# Ле-Петі-Борнан-ле-Глієр
Ле-Петі́-Борна́н-ле-Гльєр, Ле-Петі-Борнан-ле-Ґльєр (фр. Le Petit-Bornand-les-Glières) — колишній муніципалітет у Франції, у регіоні Овернь-Рона-Альпи, департамент Верхня Савоя. Населення — 1136 осіб (2011).
Муніципалітет був розташований на відстані близько 440 км на південний схід від Парижа, 125 км на схід від Ліона, 23 км на північний схід від Ансі.

## Історія
До 2015 року муніципалітет перебував у складі регіону Рона-Альпи. Від 1 січня 2016 року належав до нового об'єднаного регіону Овернь-Рона-Альпи.
1 січня 2019 року Ле-Петі-Борнан-ле-Глієр і Антремон було об'єднано в новий муніципалітет Глієр-Валь-де-Борн.

## Демографія
Динаміка населення (INSEE ):
Розподіл населення за віком та статтю (2006):
| Стать | Всього | До 15 років | 15-24 | 25-44 | 45-64 | 65-85 | Понад 85 |
| --- | ------ | ----------- | ----- | ----- | ----- | ----- | -------- |
| Чоловіки | 536    | 113         | 72    | 176   | 114   | 61    | 0        |
| Жінки | 509    | 100         | 53    | 167   | 91    | 83    | 15       |
| \| Статево-вікова піраміда \| Статево-вікова піраміда \| Статево-вікова піраміда \| \| ----------------------- \| ----------------------- \| ----------------------- \| \| Чоловіки \| Вік \| Жінки \| \| 0 \| 85 + \| 15 \| \| 15 \| 80-84 \| 15 \| \| 8 \| 75-79 \| 15 \| \| 19 \| 70-74 \| 19 \| \| 19 \| 65-69 \| 34 \| \| 23 \| 60-64 \| 15 \| \| 30 \| 55-59 \| 11 \| \| 34 \| 50-54 \| 42 \| \| 27 \| 45-49 \| 23 \| \| 46 \| 40-44 \| 38 \| \| 50 \| 35-39 \| 30 \| \| 50 \| 30-34 \| 53 \| \| 30 \| 25-29 \| 46 \| \| 38 \| 20-24 \| 15 \| \| 34 \| 15-20 \| 38 \| \| 30 \| 10-14 \| 23 \| \| 53 \| 5-9 \| 27 \| \| 30 \| 0-4 \| 50 \| |        |             |       |       |       |       |          |
| Статево-вікова піраміда |        |             |       |       |       |       |          |
| Чоловіки | Вік    | Жінки       |       |       |       |       |          |
| 0 | 85 +   | 15          |       |       |       |       |          |
| 15 | 80-84  | 15          |       |       |       |       |          |
| 8 | 75-79  | 15          |       |       |       |       |          |
| 19 | 70-74  | 19          |       |       |       |       |          |
| 19 | 65-69  | 34          |       |       |       |       |          |
| 23 | 60-64  | 15          |       |       |       |       |          |
| 30 | 55-59  | 11          |       |       |       |       |          |
| 34 | 50-54  | 42          |       |       |       |       |          |
| 27 | 45-49  | 23          |       |       |       |       |          |
| 46 | 40-44  | 38          |       |       |       |       |          |
| 50 | 35-39  | 30          |       |       |       |       |          |
| 50 | 30-34  | 53          |       |       |       |       |          |
| 30 | 25-29  | 46          |       |       |       |       |          |
| 38 | 20-24  | 15          |       |       |       |       |          |
| 34 | 15-20  | 38          |       |       |       |       |          |
| 30 | 10-14  | 23          |       |       |       |       |          |
| 53 | 5-9    | 27          |       |       |       |       |          |
| 30 | 0-4    | 50          |       |       |       |       |          |

## Економіка
2010 року серед 757 осіб працездатного віку (15—64 років) 605 були активними, 152 — неактивними (показник активності 79,9%, у 1999 році було 72,5%). З 605 активних мешканців працювало 576 осіб (326 чоловіків та 250 жінок), безробітними було 29 (11 чоловіків та 18 жінок). Серед 152 неактивних 54 особи були учнями чи студентами, 54 — пенсіонерами, 44 були неактивними з інших причин.

У 2010 році в муніципалітеті числилось 445 оподаткованих домогосподарств, у яких проживали 1130,0 особи, медіана доходів виносила 19 077 євро на одного особоспоживача